# دهستان معجزات
معجزات، دهستانی است از توابع بخش مرکزی شهرستان زنجان در استان زنجان ایران.

## جمعیت
براساس سرشماری سال ۱۳۸۵ جمعیت آن ۱۲٬۴۴۸ نفر (۳٬۰۰۰ خانوار) بوده‌است.